# Československá hokejová reprezentace do 20 let
Československá hokejová reprezentace do 20 let byla výběrem nejlepších československých hráčů ledního hokeje v této věkové kategorii. Byla od počátku účastníkem juniorského mistrovství světa až do rozpadu státu. Šampionát 1993 dohrával výběr pod hlavičkou již neexistujícího státu. Od roku 1994 jej nahradila samostatná česká reprezentace do 20 let. Slovenská "dvacítka" byla zařazena do nižší divize, ovšem od roku 1996 se rovněž účastní elitní skupiny.
Československo vybojovalo na oficiálních turnajích MS pět stříbrných a šest bronzových medailí. 

## Účast namistrovství světa
neoficiální ročníky
| MS       | Místo konání                                                | Umístění         |
| -------- | ----------------------------------------------------------- | ---------------- |
| MSJ 1974 | SSSR (Leningrad)                                            | 6. místo         |
| MSJ 1975 | Kanada (Winnipeg, Brandon) a USA (Minneapolis, Bloomington) | 4. místo         |
| MSJ 1976 | Finsko (Tampere, Turku, Pori, Rauma)                        | Bronzová medaile |

Oficiální turnaje
| MS       | Místo konání                                                                       | Umístění         |
| -------- | ---------------------------------------------------------------------------------- | ---------------- |
| MSJ 1977 | Československo (Banská Bystrica, Zvolen)                                           | Bronzová medaile |
| MSJ 1978 | Kanada (Montréal, Québec, Hull)                                                    | 4. místo         |
| MSJ 1979 | Švédsko (Karlstad, Karlskoga)                                                      | Stříbrná medaile |
| MSJ 1980 | Finsko (Helsinky, Vantaa)                                                          | 4. místo         |
| MSJ 1981 | Západní Německo (Füssen, Kaufbeuren, Augsburg, Landsberg, Kempten, Oberstdorf)     | 4. místo         |
| MSJ 1982 | USA (New Ulm, Rochester, Duluth, Minneapolis) a Kanada (Winnipeg, Kenora, Brandon) | Stříbrná medaile |
| MSJ 1983 | SSSR (Leningrad)                                                                   | Stříbrná medaile |
| MSJ 1984 | Švédsko (Norrköping, Nyköping)                                                     | Bronzová medaile |
| MSJ 1985 | Finsko (Helsinky, Turku, Vantaa, Espoo)                                            | Stříbrná medaile |
| MSJ 1986 | Kanada (Hamilton)                                                                  | 4. místo         |
| MSJ 1987 | Československo (Piešťany, Nitra, Trenčín, Topoľčany)                               | Stříbrná medaile |
| MSJ 1988 | SSSR (Moskva)                                                                      | 4. místo         |
| MSJ 1989 | USA (Anchorage)                                                                    | Bronzová medaile |
| MSJ 1990 | Finsko (Helsinky, Turku, Kauniainen, Kerava)                                       | Bronzová medaile |
| MSJ 1991 | Kanada (Saskatoon, Regina)                                                         | Bronzová medaile |
| MSJ 1992 | Německo (Füssen, Kaufbeuren)                                                       | 5. místo         |
| MSJ 1993 | Švédsko (Gävle, Falun, Uppsala, Bollnäs )                                          | Bronzová medaile |

## Seznam československých medailistů na mistrovstvích světa do 20 let
| Hráč                  | Zlatá medaile | Stříbrná medaile | Bronzová medaile | MS               |
| --------------------- | ------------- | ---------------- | ---------------- | ---------------- |
| Aleš Badal            |               | 1                |                  | 1987             |
| Aleš Flašar           |               | 1                |                  | 1985             |
| Alexandr Vostrý       |               |                  | 1                | 1977             |
| Anton Šťastný         |               | 1                |                  | 1979             |
| Antonín Plánovský     |               | 1                |                  | 1979             |
| Antonín Stavjaňa      |               | 2                |                  | 1982, 1983       |
| Arnold Kadlec         |               | 1                |                  | 1979             |
| Branislav Jánoš       |               |                  | 1                | 1991             |
| Dárius Rusnák         |               | 1                |                  | 1979             |
| David Výborný         |               |                  | 1                | 1993             |
| Dominik Hašek         |               | 2                |                  | 1983, 1985       |
| Drahomír Kadlec       |               | 1                |                  | 1985             |
| Dušan Pašek           |               | 1                |                  | 1979             |
| Eduard Hartmann       |               | 1                |                  | 1985             |
| Ernest Hornák         |               | 1                | 1                | 1983, 1984       |
| František Černý       |               | 1                | 1                | 1977, 1979       |
| František Kaberle     |               |                  | 1                | 1993             |
| František Kučera      |               | 1                |                  | 1987             |
| František Musil       |               | 2                | 1                | 1982, 1983, 1984 |
| Igor Liba             |               | 1                |                  | 1979             |
| Igor Murín            |               |                  | 1                | 1993             |
| Igor Talpaš           |               |                  | 1                | 1984             |
| Ivan Černý            |               | 1                |                  | 1979             |
| Ivan Dornič           |               | 1                |                  | 1982             |
| Ivan Droppa           |               |                  | 1                | 1991             |
| Ivan Matulík          |               | 1                |                  | 1987             |
| Ivo Pešat             |               |                  | 1                | 1984             |
| Jan Hrabák            |               | 1                | 1                | 1977, 1979       |
| Ján Jaško             |               | 1                |                  | 1979             |
| Ján Varholík          |               |                  | 2                | 1989, 1990       |
| Jan Vopat             |               |                  | 1                | 1993             |
| Jaromír Jágr          |               |                  | 1                | 1990             |
| Jaromír Kverka        |               |                  | 1                | 1991             |
| Jaromír Látal         |               | 1                |                  | 1983             |
| Jaroslav Brabec       |               |                  | 1                | 1991             |
| Jaroslav Hauer        |               | 1                |                  | 1982             |
| Jaroslav Horský       |               | 1                |                  | 1979             |
| Jaroslav Hübl         |               |                  | 1                | 1977             |
| Jaroslav Kameš        |               |                  | 1                | 1989             |
| Jaroslav Klacl        |               |                  | 1                | 1977             |
| Jaroslav Korbela      |               |                  | 1                | 1977             |
| Jaroslav Modrý        |               |                  | 1                | 1991             |
| Jaroslav Ševčík       |               | 1                |                  | 1985             |
| Jindřich Kokrment     |               |                  | 1                | 1977             |
| Jiří Cihlář           |               |                  | 1                | 1989             |
| Jiří Červený          |               |                  | 1                | 1977             |
| Jiří Dudáček          |               | 1                |                  | 1982             |
| Jiří Hrdina           |               | 1                | 1                | 1977, 1979       |
| Jiří Jiroutek         |               | 1                | 1                | 1983, 1984       |
| Jiří Jonák            |               | 1                |                  | 1983             |
| Jiří Kučera           |               | 1                |                  | 1985             |
| Jiří Kuntoš           |               |                  | 1                | 1991             |
| Jiří Lála             |               | 1                | 1                | 1977, 1979       |
| Jiří Látal            |               | 2                |                  | 1985, 1987       |
| Jiří Malinský         |               |                  | 2                | 1990, 1991       |
| Jiří Otoupalík        |               |                  | 1                | 1977             |
| Jiří Paška            |               |                  | 1                | 1984             |
| Jiří Šlégr            |               |                  | 2                | 1990, 1991       |
| Jiří Vykoukal         |               |                  | 2                | 1989, 1990       |
| Jordan Karagavrilidis |               |                  | 1                | 1977             |
| Josef Beránek         |               |                  | 1                | 1989             |
| Jozef Lukáč           |               |                  | 1                | 1977             |
| Jozef Pethö           |               |                  | 1                | 1984             |
| Jozef Stümpel         |               |                  | 1                | 1991             |
| Juraj Bakoš           |               | 1                |                  | 1979             |
| Juraj Jurík           |               | 1                |                  | 1987             |
| Kamil Kašťák          |               | 1                | 1                | 1984, 1985       |
| Kamil Koláček         |               |                  | 1                | 1993             |
| Kamil Prachař         |               | 1                |                  | 1983             |
| Kamil Přecechtěl      |               | 1                |                  | 1982             |
| Karel Soudek          |               | 1                |                  | 1982             |
| Karol Rusznyak        |               | 1                |                  | 1987             |
| Ladislav Karabín      |               |                  | 1                | 1990             |
| Ladislav Lubina       |               | 2                |                  | 1985, 1987       |
| Ladislav Svozil       |               |                  | 1                | 1977             |
| Leo Gudas             |               | 1                |                  | 1985             |
| Libor Dolana          |               | 1                | 1                | 1983, 1984       |
| Lubomír Oslizlo       |               |                  | 1                | 1977             |
| Lubomír Václavíček    |               | 1                |                  | 1987             |
| Luboš Pázler          |               | 1                |                  | 1987             |
| Luboš Rob             |               |                  | 2                | 1989, 1990       |
| Ludvík Kopecký        |               | 2                |                  | 1982, 1983       |
| Lumír Kotala          |               | 1                | 1                | 1983, 1984       |
| Marián Horváth        |               | 1                |                  | 1985             |
| Marián Uharček        |               |                  | 2                | 1990, 1991       |
| Martin Bakula         |               |                  | 1                | 1989             |
| Martin Hamrlík        |               |                  | 1                | 1991             |
| Martin Hosták         |               | 1                |                  | 1987             |
| Martin Madový         |               |                  | 1                | 1991             |
| Martin Maškarinec     |               |                  | 1                | 1989             |
| Martin Procházka      |               |                  | 2                | 1990, 1991       |
| Martin Ručinský       |               |                  | 1                | 1991             |
| Martin Straka         |               |                  | 1                | 1991             |
| Martin Střída         |               |                  | 1                | 1984             |
| Michal Černý          |               |                  | 1                | 1993             |
| Michal Pivoňka        |               | 1                | 1                | 1984, 1985       |
| Michal Tomek          |               | 1                |                  | 1985             |
| Milan Černý           |               | 1                |                  | 1983             |
| Milan Eberle          |               | 1                |                  | 1982             |
| Milan Hnilička        |               |                  | 1                | 1991             |
| Milan Tichý           |               |                  | 1                | 1989             |
| Miloš Holaň           |               |                  | 2                | 1990, 1991       |
| Miloš Hrubeš          |               | 1                | 1                | 1983, 1984       |
| Miroslav Bláha        |               | 1                |                  | 1983             |
| Miroslav Fryčer       |               | 1                |                  | 1979             |
| Miroslav Mach         |               |                  | 1                | 1990             |
| Miroslav Škovíra      |               |                  | 1                | 1993             |
| Mojmír Božík          |               | 1                |                  | 1982             |
| Oldřich Svoboda       |               | 1                |                  | 1987             |
| Ondřej Steiner        |               |                  | 1                | 1993             |
| Ondřej Weissmann      |               | 1                |                  | 1979             |
| Patrik Krišák         |               |                  | 1                | 1993             |
| Patrik Luža           |               |                  | 1                | 1991             |
| Pavel Kowalczyk       |               |                  | 1                | 1993             |
| Pavel Maláč           |               |                  | 1                | 1993             |
| Pavel Prorok          |               | 1                |                  | 1982             |
| Pavel Rajnoha         |               |                  | 1                | 1993             |
| Pavel Setikovský      |               | 1                |                  | 1979             |
| Pavel Skalický        |               |                  | 1                | 1977             |
| Pavol Demitra         |               |                  | 1                | 1993             |
| Pavol Norovský        |               | 1                |                  | 1979             |
| Pavol Zůbek           |               |                  | 2                | 1989, 1990       |
| Peter Harazim         |               | 1                |                  | 1982             |
| Peter Ihnačák         |               |                  | 1                | 1977             |
| Peter Slanina         |               | 1                |                  | 1979             |
| Peter Zůbek           |               |                  | 2                | 1989, 1990       |
| Petr Bareš            |               |                  | 1                | 1990             |
| Petr Bříza            |               |                  | 1                | 1984             |
| Petr Holubář          |               |                  | 1                | 1984             |
| Petr Hrbek            |               |                  | 1                | 1989             |
| Petr Kasík            |               | 1                |                  | 1982             |
| Petr Klíma            |               | 1                | 1                | 1983, 1984       |
| Petr Kuchyňa          |               |                  | 1                | 1990             |
| Petr Pavlas           |               | 1                |                  | 1987             |
| Petr Prajsler         |               | 1                |                  | 1985             |
| Petr Rosol            |               | 2                | 1                | 1982, 1983, 1984 |
| Petr Svoboda          |               |                  | 1                | 1984             |
| Petr Ton              |               |                  | 1                | 1993             |
| Radek Gardoň          |               |                  | 1                | 1989             |
| Radim Bičánek         |               |                  | 1                | 1993             |
| Radomír Brázda        |               | 1                |                  | 1987             |
| René Andrejs          |               |                  | 1                | 1977             |
| Richard Kapuš         |               |                  | 1                | 1993             |
| Richard Šmehlík       |               |                  | 1                | 1990             |
| Bobby Holík           |               |                  | 2                | 1989, 1990       |
| Robert Horyna         |               |                  | 1                | 1990             |
| Robert Kron           |               | 2                |                  | 1985, 1987       |
| Robert Reichel        |               |                  | 2                | 1989, 1990       |
| Robert Svoboda        |               | 1                |                  | 1987             |
| Roman Andrýs          |               | 1                |                  | 1987             |
| Roman Božek           |               | 1                |                  | 1983             |
| Roman Čechmánek       |               |                  | 1                | 1991             |
| Roman Kaděra          |               |                  | 1                | 1993             |
| Roman Kontšek         |               |                  | 1                | 1989             |
| Roman Lipovský        |               | 1                |                  | 1987             |
| Roman Meluzín         |               |                  | 1                | 1991             |
| Roman Němčický        |               | 1                |                  | 1987             |
| Roman Turek           |               |                  | 2                | 1989, 1990       |
| Roman Veber           |               |                  | 1                | 1989             |
| Rostislav Vlach       |               | 1                |                  | 1982             |
| Rudolf Pejchar        |               | 1                |                  | 1987             |
| Stanislav Horanský    |               | 1                |                  | 1985             |
| Stanislav Medřík      |               | 1                |                  | 1985             |
| Stanislav Neckář      |               |                  | 1                | 1993             |
| Stanislav Pavelec     |               |                  | 1                | 1984             |
| Tomáš Jelínek         |               | 1                |                  | 1982             |
| Tomáš Kapusta         |               | 2                |                  | 1985, 1987       |
| Tomáš Klimt           |               |                  | 1                | 1993             |
| Tomáš Mareš           |               | 1                |                  | 1985             |
| Tomáš Mikolášek       |               |                  | 1                | 1991             |
| Tomáš Němčický        |               |                  | 1                | 1993             |
| Václav Baďouček       |               | 1                |                  | 1982             |
| Václav Burda          |               |                  | 1                | 1993             |
| Václav Fürbacher      |               | 2                |                  | 1982, 1983       |
| Vladimír Búřil        |               |                  | 1                | 1989             |
| Vladimír Caldr        |               |                  | 1                | 1977             |
| Vladimír Jeřábek      |               | 1                |                  | 1979             |
| Vladimír Kameš        |               | 1                | 1                | 1983, 1984       |
| Vladimír Růžička      |               | 2                |                  | 1982, 1983       |
| Vladimír Svitek       |               | 1                |                  | 1982             |
| Vladimír Urban        |               |                  | 1                | 1977             |
| Vlastimil Vajčner     |               | 1                |                  | 1979             |
| Vojtěch Kučera        |               | 1                |                  | 1985             |
| Zdeněk Toužimský      |               |                  | 1                | 1993             |
| Zdeno Cíger           |               |                  | 1                | 1989             |
| Žigmund Pálffy        |               |                  | 1                | 1991             |

## Hráči ocenění na turnajích MS "20"
- 1977 - Jan Hrabák (nejlepší brankář), Lubomír Oslizlo (All star tým)
- 1978 - Anton Šťastný (All star tým)
- 1979 - Ivan Černý (All star tým)
- 1981 - Miloslav Hořava (nejlepší obránce, All star tým)
- 1982 - Vladimír Růžička (All star tým)
- 1983 - Dominik Hašek (nejlepší brankář), Vladimír Růžička (nejproduktivnější hráč, All star tým)
- 1984 - Petr Rosol (All star tým)
- 1985 - Michal Pivoňka (nejlepší útočník, All star tým)
- 1986 - Michal Pivoňka (All star tým)
- 1987 - Jiří Látal (All star tým), Robert Kron (nejlepší útočník), Juraj Jurík (All star tým)
- 1988 - Petr Hrbek (All star tým)
- 1989 - Milan Tichý (All star tým)
- 1990 - Jiří Šlégr (All star tým), Robert Reichel (nejlepší útočník, nejproduktivnější hráč, All star tým), Jaromír Jágr (All star tým)
- 1991 - Jiří Šlégr (nejlepší obránce), Martin Ručinský (All star tým)

## Individuální rekordy na MSJ

### Celkové
Utkání: 21, sedm hráčů
Góly: 25, Vladimír Růžička (1981, 1982, 1983)
Asistence: 22, Robert Reichel (1988, 1989, 1990)
Body: 40, Robert Reichel (1988, 1989, 1990)
Trestné minuty: 45, Petr Rosol (1982, 1983, 1984)
Vychytaná čistá konta: 1, pět brankářů
Vychytaná vítězství: 9, Dominik Hašek (1983 a 1985)

### Za turnaj
Góly: 12, Vladimír Růžička (1983)
Asistence: 13, Jaromír Jágr (1990)
Body: 21, Robert Reichel (1990)
Trestné minuty: 44, Radek Ťoupal (1986)
Vychytaná čistá konta: 1, pět brankářů
Vychytaná vítězství: 5, Oldřich Svoboda (1987) a Dominik Hašek (1985)